# Szentmártoni Mihály
Szentmártoni Mihály (Újvidék, 1945. február 22. –) szerzetes, orvos, egyetemi tanár. A Horvát Pszichológiai Társaság rendes tagja.

## Életpályája
Szülei Szentmártoni Mihály és Varga Jusztina voltak. 1952–1960 között Újvidéken járta ki az általános iskolát. 1960–1964 között Zágrábban filozófiát és teológiát tanult a gimnáziumban. 1966-ban érettségizett Zágrábban. 1968–1972 között pszichológiát tanult Zágrábban. 1969–1975 között Zágrábban a jezsuiták főiskoláján filozófiát és teológiát hallgatott. 1970-től az újvidéki Hitélet munkatársa. 1975-ben pappá szentelték. 1976–1981 között Rómában, a Szaléziek Pápai Egyetemén klinikai pszichológiából doktorált. 1981–1991 között Zágrábban egyetemi tanár és gyakorló pszichológus volt. 1991-től Rómában a Pápai Gergely Egyetem professzora. 1994-től a Szentté-avatási Kongregáció teológus-konzultora. 2003-tól az egyetem Spirituális Intézetének igazgatója.

## Művei
- A személyi érettség felé (Róma, 1978.; Teológiai kiskönyvtár IV/2b.) (=Alszeghy, 1983. II. is)
- Moral judgment and depression (Róma, 1981; Tesi di dottorato 188)
- Testvéreink szolgálatában (Benkő Antallal; Eisenstadt, 1981)
- A lelkiélet lélektanához (Benkő Antallal; Kismarton, 1984)
- A fiatalok világa (Róma, 1985; horvátul: Svijet mladih. Zágráb, 1988; szlovákul: Svet mladych; fordította: Michala Vaška. Prešov, 1996)
- Psihologija duhovnog života (Zágráb, 1990)
- Introduzione alla teologia pastorale (Casale Monferrato, 1992; spanyolul: Introducción a la teología pastoral. Estella (Navarra), 1994)
- Introdução à teologia pastoral (São Paulo, 1999; szlovákul: Úvod do pastorálnej teológie. Trnava, 1999)
- Igaz-e, hogy a betegség Isten büntetése? (Szeged, 1994)
- Igaz-e, hogy … beléptünk a Vízöntő-korba? A New Age (Új korszak) ideológiája, „lelkisége” és útvesztői; Kiss Ulrichhal; Szeged, 1995)
- Božja moreplovka. Majka Marija Krucifiksa Kozulić: psihološki i duhovni profil (Rijeka, 1995)
- U potrazi za puninom (Zágráb, 1996)
- Lelkipásztori pszichológia (Budapest, 1997)
- In cammino verso Dio. Riflessioni psicologico-spirituali su alcune forme di esperienza religiosa (Cinisello Balsamo, 1998; spanyolul: Psicología de la experiencia de Dios. Bilbao, 2002)
- A hitoktatás akkordjai. A hitoktatás technikája és művészete (Szeged, 1999)
- Istenkeresésünk útjai. A vallásos megtapasztalás lélektana (Szeged, 2000)
- Camminare insieme. Psicologia pastorale (Cinisello Balsamo, 2001; spanyolul: Manual de psicología pastoral; Salamanca, 2003; portugálul: Caminhar juntos. Psicologia pastoral; São Paulo, 2006)
- Testvéreink szolgálatában. A pasztorálpszichológiáról mindenkinek (Benkő Antallal; Budapest, 2002)
- A gyógyító Jézus nyomában. A lelki élet lélektanához (Benkő Antallal; Budapest, 2003)
- Naći sebe tražeći Boga (Zágráb, 2004; angolul: Even Then Will I Trust, Blessed Mary Teresa of St. Joseph. Zágráb, 2005; magyarul: Istent keresve önmagunkra találni. Szt Józsefről nev. Mária-Terézia anya (Anna Maria Tauscher van den Bosch), a Jézus Isteni Szívéről nev. Kárm. Nővérek alapítónője. Budapest, 2006.)

## Díjai
- Stephanus-díj (2003)[3]